# Portico e San Benedetto
Portico e San Benedetto (romanyol nyelven Pôrtic e San Bandét vagy E Pòrgh) település Olaszországban, Emilia-Romagna régióban, Forlì-Cesena megyében. Lakosainak száma 723 fő (2023. január 1.). Portico e San Benedetto Marradi, Premilcuore, Rocca San Casciano, Tredozio és San Godenzo községekkel határos.

## Népesség
A település lakossága az elmúlt években az alábbi módon változott:
| Lakosok száma | 737  | 772  | 723  |
|               | 2017 | 2018 | 2023 |